# 新・極道の紋章
『新・極道の紋章』（しん・やくざのだいもん）は、的場浩司主演の映画、および、オリジナルビデオ。全8作。1作目は2014年7月26日に下北沢トリウッドで劇場公開された後に、2作目からはオリジナルビデオで、アドバンスが発売元で、オールイン エンタテインメントから全8作が販売された。

## 概要
本作は、同じくオールイン エンタテインメント作品の『極道の紋章』の続編ではなく、舞台も物語も登場人物も一新している。また、白竜が出演するが『極道の紋章』とやはり関わりがない役である。

## ストーリー
美濃部頼三（的場浩司）は堅気として生きていたが、実は美濃部組の三男であった。父である美濃部組組長、長男である美濃部組若頭 美濃部寿一（古井榮一）が次々に倒れたことから、頼三は跡目を継いで極道の世界に身を投じ、出所してきた清志郎（頼三の義弟）とともに美濃部組の反目組織との戦いが始まった。

## キャスト
- 美濃部頼三（三男）：的場浩司
- 清志郎（頼三の義弟）：虎牙光揮（1・2・3）
- エビス金融 社長 メイコ：鶴田さやか（1・2・3）
- 初代美濃部組若頭（長男）：古井榮一（1）
- 美濃部礼二（次男）：川原英之（2）
- 美濃部組組員 フジマキ：石原和海（1）（※複数役）
- 美濃部組 ナカバヤシ：宇崎竜童
- 武満キヨマサ（元・山倉組若頭）：白竜
- エビス金融従業員 蟹江：小沢和義
- エビス金融従業員：宮崎貴久
- 東京六区連合OB クラウチ（ヘッド）：倉見誠（1・2・3）
- 東京六区連合OB イシグロ：成松慶彦（1・2・3）
- 東京六区連合OB コマノ：SHU
- 東京六区連合OB シマ：本田広登
- 東京六区連合OB タチバナ：渡部龍平（1・2）
- 宝竜会会長 串田聡：加納竜（1・2・3）
- 宝竜会若頭 天野慶将：宮村優（1・2・3）
- 宝竜会組員 チハラ：中野裕斗（1）
- 宝竜会組員 ヒルタ：高原知秀（2・3）
- 鳴門興業組長（美濃部礼二と兄弟分）：清水ヨシト（2・3）
- 鳴門興業若頭：舘昌美（2）
- 刑事 巡査部長 キシ フユキ：奈良坂篤（2）
- 刑事 ノノムラ：大山大介（2・3）
- 元・宝竜会組員（天野の舎弟）：中澤達也（3）
- 小児科医師：工藤正也（3）
- 守刀組組長 オオトリヤスヒコ：岡崎二朗（3）
- 守刀組：桑田昭彦（3）
- サイバラ一家総長 サイバラコウイチ：諏訪太朗（3）
- バーテンダー：清水宏（4・5）
- 宝竜会残党：村内孝志（4）
- 七代目駿河黒政一家ウサミ組組長：井田國彦（4・5）
- 七代目駿河黒政一家ウサミ組若頭 オオガキマサシ：千葉誠樹（4・5）
- 七代目駿河黒政一家ウサミ組：伊東篤志（4・5）
- 山川不動産社長 山川治郎（元・都議会議員）：野口雅弘（4）（※二役）
- 七代目駿河黒政一家総長：奈良坂篤（4・5）
- 七代目駿河黒政一家若頭 ハリヤケンテツ（武満の兄弟分）：松田ケイジ（4・5）
- 七代目駿河黒政一家：松澤仁晶（4・5）（※複数役）
- 刑事：大山大介（4・5・7）
- 七代目駿河黒政一家組員 トリノ：浜田大介（5）
- 七代目駿河黒政一家 ナオエ：中山峻（5）
- 客引きされたキャバクラ客：大月秀幸（6）
- キャバクラ客 タヅカ(社長)：崔哲浩（6・7・8）
- スギナミリョウコ：川村りか（6・7）
- 関西 郷田組組長 郷田：石原和海（6）（※複数役）
- 関西 郷田組 ウジイエ：高原知秀（6）（※二役）
- タヅカの会社の相談役：松澤仁晶（6・7）（※複数役）
- タヅカの会社の従業員 スズモト：松岡由美（6）
- 近衛組 アリムラ：千葉誠樹（6・7）（※二役）
- 守刀組組員：山口祥行（6）
- 近衛組組長：松田一三（6・7）
- 近衛組組員：笹川大輔（7）
- 山倉組組長 山倉ヒデオ：石山雄大（8）
- 山倉組若頭：野口雅弘（8）（※二役）
- 山倉組 モロボシ：遠藤栄蔵（8）
- 山倉組 支島：高野晃大（8）
- コレマサ：松澤仁晶（8）（※複数役）
- 山倉組系シオミ組組長：石原和海（8）（※複数役）
- イリムラマサト：川崎健太（8）

ナレーション
- 森羅万象

## 主題歌
- 「The KING -紋章-」GDX aka SHU

## スタッフ
- 監督：山本芳久（1-5,8）、浅生マサヒロ・山本芳久（6・7）
- 営業総括：木山雅仁（オールイン エンタテインメント）（1・2・3）→人見剛史（オールイン エンタテインメント）（4-8）
- 企画・原案：山本ほうゆう
- プロデューサー：山本芳久・渋谷正一（1-7）→山本芳久・山鹿孝起（8）
- ラインプロデューサー：旭正嗣（1-6）
- 脚本：松平章全（1-5）→江面貴亮・山本芳久（6・7）→江面貴亮（8）
- 撮影：小山田勝治（1-7）→山川邦顕（8）
- 録音：池田知久・高島良太（1）→池田知久（2・3）→山川邦顕・小林徹哉・田原勲（4・5）→山川邦顕（6・7）→廣木邦人（8）
- 編集：小川幸一
- 音響効果：藤本淳（1-7）
- 音楽効果：SHU（8）
- 助監督：山鹿孝起（1-7）
- 監督助手：冨永拓輝（1-5）、大高麻衣子（6-8）
- 衣裳：廣谷愛
- メイク：上田忍・石崎加奈枝（1-7）→大野志穂（8）
- ガンエフェクト：浅生マサヒロ
- スチール：コイケタカ・野田真（1・2・3）、コイケタカ・松山陽子（4・5）、ヤマタカ（6・7）、ヤマタカ・ai（8）
- 制作進行：真山俊作（1・2・3）、上西寛道（6・7）
- 車輌：平井利信（1・2・3）、木村政人（4・5）
- 衣裳協力：MAD STAR UNDERGROUND STYLE、THIRTEEN JAPAN XⅢ、Omerta
- 制作協力：アスプロスドラーゴ
- 制作：メディア・ワークス
- 製作・発売元：アドバンス

## リリース
| タイトル        | ジャケットコピー                               | セルリリース日 | 備考                               |
| --------------- | ---------------------------------------------- | -------------- | ---------------------------------- |
| 新・極道の紋章  | またひとり、腐った渡世に本物の任侠が現れる──。 | 2014年8月25日  | 劇場公開作品 （2014年7月26日公開） |
| 新・極道の紋章2 | 裏切りには死──それが、極道の掟                 | 2014年10月25日 |                                    |
| 新・極道の紋章3 | 流した血と命──それこそが侠の生き様となる       | 2014年12月25日 |                                    |
| 新・極道の紋章4 | 進んでも敵、引いても敵なら──全部みなごろしや!! | 2015年4月25日  |                                    |
| 新・極道の紋章5 | 己が魂をかけた代紋を血と命で頂へ               | 2015年6月25日  |                                    |
| 新・極道の紋章6 | 代紋のみがヤクザの墓標となる!                  | 2015年9月25日  |                                    |
| 新・極道の紋章7 | 高い理想、大きな野望を抱いたゆえの孤独──       | 2015年12月25日 |                                    |
| 新・極道の紋章8 | 激動の乱戦、その境地で──不屈の牙城が崩れ去る   | 2016年3月25日  |                                    |